# Carlotta Maggiorana
Carlotta Maggiorana (* 3. Januar 1992 in Montegiorgio) ist eine italienische Schauspielerin und die Miss Italien 2018.
Sie nahm als Miss Marche am Wettbewerb teil und wurde die vierte Vertreterin der Region Marken, die den Wettbewerb Miss Italia gewann. Sie ist die erste verheiratete Gewinnerin in der Geschichte des Wettbewerbs, denn sie ist seit 2017 mit Emiliano Pierantoni verheiratet.

## Filmografie

### Film
- 2011: The Tree of Life, Regie: Terrence Malick
- 2011: I soliti idioti – Il film, Regie: Enrico Lando
- 2012: I 2 soliti idioti, Regie: Enrico Lando
- 2013: Un fantastico via vai, Regie: Leonardo Pieraccioni

### Fernsehen
- 2012: S.P.A. – Sitcom
- 2017: L'onore e il rispetto – Ultimo capitolo (Fernsehserie)

### Videoclip
- Behind You, Magdalen Graal (2011)

## Belege
1. ↑  Carlotta Maggiorana è Miss Italia 2018
2. ↑  Miss Italia 2018, Carlotta Maggiorana tra le finaliste. Ecco chi è

| Personendaten    | Personendaten                                     |
| ---------------- | ------------------------------------------------- |
| NAME             | Maggiorana, Carlotta                              |
| KURZBESCHREIBUNG | italienische Schauspielerin und Miss Italien 2018 |
| GEBURTSDATUM     | 3. Januar 1992                                    |
| GEBURTSORT       | Montegiorgio                                      |